# William Morris Gallery
La William Morris Gallery, inaugurée par le Premier ministre Clement Attlee en 1950, est le seul musée public consacré à l'anglais William Morris, l'un des principaux fondateurs du mouvement Arts and Craft. Le musée est situé à Walthamstow dans la maison de famille où Morris a passé son adolescence (1848-1856), l'ancienne Water House, une importante demeure georgienne classée catégorie II * d'environ 1750 et son parc (devenu Lloyd Park). La galerie a fait l'objet d'un important réaménagement et a rouvert ses portes en août 2012 ; en 2013, elle a remporté le prix national du musée de l'année. 

## Des collections
Les collections de la galerie illustrent la vie, le travail et l'influence de Morris. Elles comprennent des tissus imprimés, tissés et brodés, des tapis, des moquettes, des papiers peints, des meubles, des vitraux et des carreaux peints conçus par Morris lui-même et par Edward Burne-Jones, Philip Webb, Dante Gabriel Rossetti, Ford Madox Brown et d’autres fondateurs de la société Morris, Marshall, Faulkner & Company en 1861. 
Parmi les objets exposés remarquables, citons : le casque et l'épée de style médiéval de Morris, fabriqués comme «accessoires» pour les peintures murales préraphaélites à Oxford Union, l'esquisse originale du papier peint Trellis (le plus ancien des nombreux papiers peints de Morris), la tapisserie Woodpecker tissée dans les ateliers de Morris à Merton Abbey , les panneaux de faïences La belle et la bête et Les travaux des mois et l'impression des œuvres de Geoffrey Chaucer, chez Morris's Kelmscott Press. D'autres objets - comme la sacoche dans laquelle Morris transportait ses pamphlets socialistes ou la tasse de café qu'il utilisait lors de ses visites hebdomadaires aux Burne-Jones - donnent un aperçu plus personnel de sa vie bien remplie. 
La galerie abrite également une importante collection de meubles, de textiles, de céramiques et de verre provenant des successeurs de Morris dans le mouvement Arts and Crafts, qui a prospéré des années 1880 aux années 1920. Parmi les personnes représentées figurent Arthur Heygate Mackmurdo et la Century Guild, William De Morgan, May Morris, Ernest Gimson, Sidney Barnsley, George Jack, CFA Voysey, Harry Powell, Selwyn Image, Henry Holiday et Christopher Whall. 
Les collections d'art décoratif sont complétées par la donation Brangwyn, qui comprend des peintures, des dessins et des estampes de Sir Frank Brangwyn, ancien élève de Morris, ainsi que des œuvres de préraphaélites, d'artistes de l'époque victorienne et d'autres artistes plus tardifs.

## Réaménagement

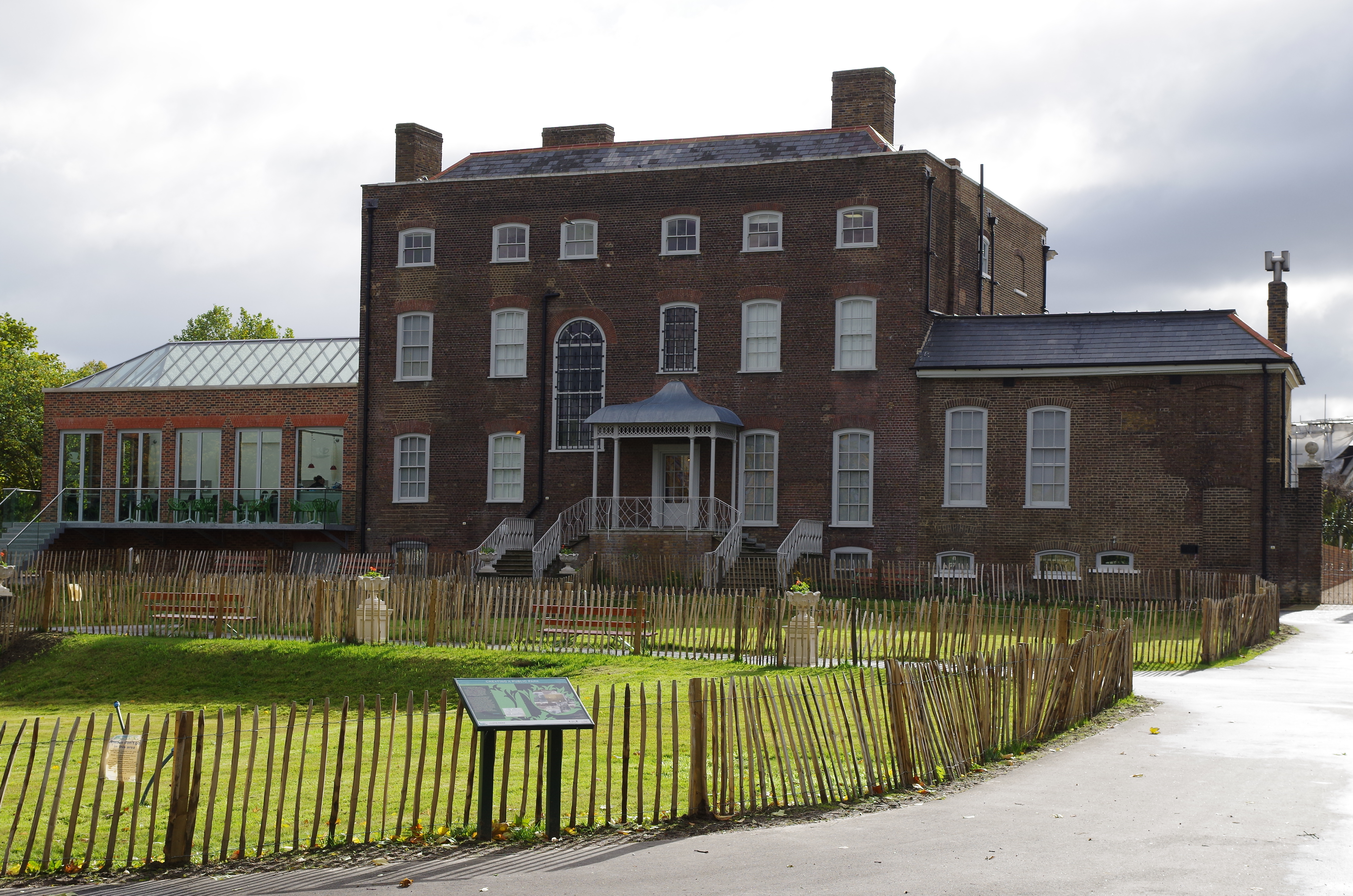
Côté jardin, avec la nouvelle extension à gauche.

En 2007, le musée fait face à une menace de fermeture après réduction de ses heures d’ouverture pour baisser les frais de fonctionnement, en contradiction avec une condition du don opéré par Sir Frank Brangwyn, selon lequel les œuvres devraient être exposées pendant un minimum de temps par semaine. L'ancien secrétaire à la Culture, Chris Smith, fait partie des militants contre les coupes budgétaires ,,. Par la suite, un important réaménagement est réalisé. 
La galerie William Morris appartient et est gérée par le Waltham Forest Council . En mars 2009, le Heritage Lottery Fund a octroyé à la galerie 80 000 £ pour permettre la mise en œuvre d'un nouveau projet. À l'automne 2010, ce projet a réuni un financement de 1,523 million £ du Fonds de la loterie du patrimoine, somme à laquelle a été ajoutée 1,5 million £ du London Borough of Waltham Forest. Des fonds supplémentaires ont été obtenus de fondations et d'associations caritatives, notamment les Amis de la galerie William Morris, et d'une campagne de collecte de fonds. Le réaménagement du bâtiment et des collections a finalement commencé en 2011 et, après un peu plus d'un an de fermeture, a rouvert le 2 août 2012 . Le premier mois, la tapisserie Walthamstow de 15 mètres de long de Grayson Perry était exposée . 
Le réaménagement de Water House a été conçu par les architectes et scénographes Pringle Richards Sharratt. Une nouvelle aile, conçue pour prendre place à côté de l’ancienne architecture georgienne de la maison de William Morris, y réussit en utilisant des techniques similaires (briques faites main avec fenêtres à guillotine et arches en brique, en contraste avec de la brique rouge). L'extension abrite une nouvelle galerie pour les expositions temporaires, des toilettes et un café avec un balcon donnant sur les jardins à l'arrière. Les expositions permanentes et les espaces éducatifs ont été complètement réaménagés. Le projet prévoit également un centre d’apprentissage et de recherche au dernier étage et des bureaux au sous-sol. De nouveaux projets de médiation et un site Web dédié ont été développés parallèlement aux changements matériels.

## Lieu de découverte
La galerie sert également de lieu de découverte avec des expositions pédagogiques d'artistes tels que Eamon Everall du mouvement stuckiste . 

## Lloyd Park
Les jardins de la maison, à présent connus sous le nom de Lloyd Park, comprennent notamment un fossé plus ancien que la maison georgienne. Dans le cadre du réaménagement de 2012, le Waltham Forest Theatre, désaffecté, situé à l'intérieur du fossé, a été démoli  et intégré au parc. Certaines parties du parc ont été récemment aménagées. Un skate park, un nouveau café, une galerie (Winns Gallery), une salle de sport en plein air et des ateliers d’artistes , dans le parc attenant (Aveling Park) ont été construits dans le cadre du même projet de réaménagement, remplaçant des installations similaires mais qui s'étaient dégradées. 
Les Amis de Lloyd Park sont une organisation à but non lucratif qui travaille à améliorer le parc et à aider tout le monde à en profiter. 

## Voir également
- William Morris Society